# Загайкевич Володимир Вікторович
Володи́мир Вікторович Загайке́вич (19 жовтня 1876, Тернопіль — 8 травня 1949, Міттенвальд) — український громадсько-політичний діяч Перемишльського краю часів Австро-Угорщини, ЗУНР, ІІ Речі Посполитої, посол до австрійського парламенту і польського Сейму ІІ і ІІІ каденції, віце-маршалок (заступник голови) Сейму ІІ каденції (27.3.1928—30.8.1930), доктор права. Брат Богдана Загайкевича.

## Життєпис
Народився 19 жовтня 1876 року в Тернополі (Королівство Галичини і Володимирії, Австро-Угорська імперія, нині Україна) в родині доктора філософії Віктора Загайкевича, який працював, зокрема, учителем (професор) Першої тернопільської гімназії

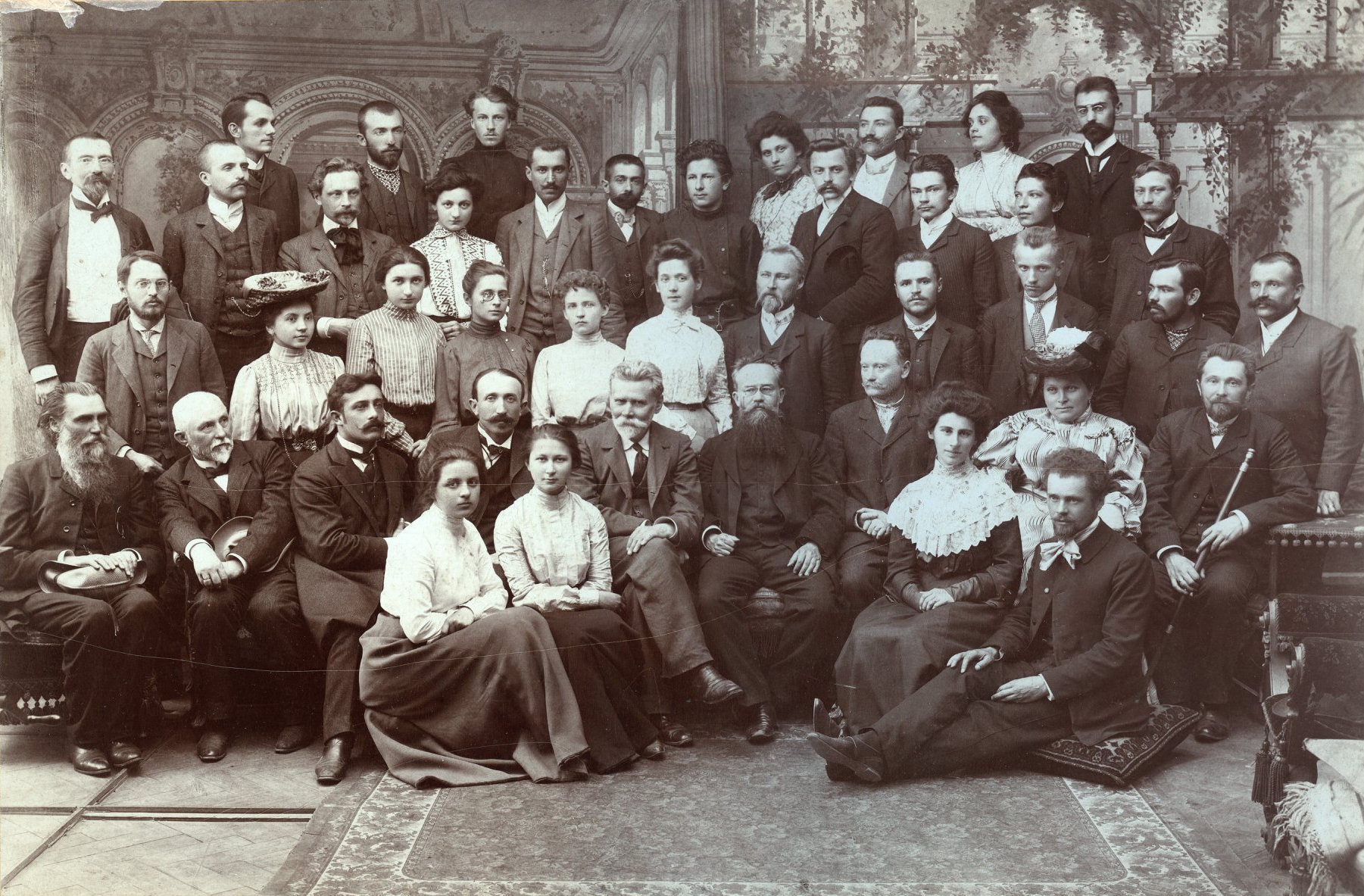
Викладачі та студенти Наукових курсів українознавства у Львові (організованих ТПУНЛШ), 5 липня 1904 р. Зліва направо: перший ряд (сидять): М. Дверницька, В. Чикаленківна, А. Трушева, І. Труш;
другий ряд (сидять): П. Рябков, Т. Ревакович, І. Брик, М. Ганкевич, Хв. Вовк, М. Грушевський, І. Франко, М. Грушевська, Вол. Гнатюк;
третій ряд (стоять): Вол. Дорошенко, М. Підлісецька (Мудракова), Г. Чикаленківна, К. Голицинська, О. Андрієвська, М. Липа, І. Липа, Ф. Шолудько, В. Панейко, Л. Сміщук, Л. Гарматій;
четвертий ряд (стоять): Вол. Лаврівський, Е. Голицинський, Юл. Бачинський, М. Крушельницька (Дроздовська), Дм. Дорошенко, Я. Грушкевич, Л. Чикаленко, Мих. Грушкевич, Ст. Дольницький, А. Хомик, М. Росткович;
п'ятий ряд (стоять): Юл. Ситник, Ол. Скоропис, Дм. Розов, Д. Старосольська (Шухевичівна), Вол. Загайкевич, Т. Єрми (п-ні Боднарова), Мих. Мочульський.

Навчався у місцевій гімназії, брав участь у громадсько-політичному житті краю. Продовжив навчання на правничому факультеті Львівського університету, а також у Відні та Берліні; у Львові вступив у студентське товариство «Академічне братство», у Відні — в товариство «Січ».
1907 року відкрив адвокатську канцелярію в Перемишлі, розгорнув культурно-освітню, політичну й економічну діяльність у повіті, продовжуючи працю з Григорієм Цеглинським у проводі. У 1909—1914 очолював філію «Просвіти» у Перемишлі; керував товариством «Народний Базар». 1910 року після вбивства українського студента Адама Коцка краєм прокотилася хвиля мітингів і віч, безпосередньо організовував багато з них. Після виборів 1911 року став заступником посла Цеглинського. По його смерті стає послом Державної Ради ХІІ каденції у Відні від 64-го двомандатного округу (сільські громади судових округів Перемишль, Дубецько, Нижанковичі, Динів, Бірча, Мостиська, Добромиль), одночасно виконуючи обов'язки радника Перемишля. У травні 1914 в Перемишльському краї відзначали 100-річчя від дня народження Тараса Шевченка. На урочистості прибули члени «Просвіти», січові коші й сокільські гнізда Перемишльського та сусідніх повітів — Добромиль, Мостиська, що утворювали один виборчий округ Загайкевича — повітовий кошовий.
У роки Першої світової війни філія «Просвіти» та інші національно-культурні товариства припинили свою діяльність. Загайкевича покликано до війська, у 1915—1916 аудитор при призовній команді в Стрию. В тому часі врятував від смерті багатьох українців, найперше селян, звинувачених у зрадництві Австрії.
У жовтні 1918 р. Загайкевич як парламентський посол — у складі Української Національної Ради ЗУНР, з листопада очолював повітову раду Перемишля, за розпорядженням якої українські збройні загони у ніч із 3 на 4 листопада зайняли місто. Після захоплення Перемишля польським військом заарештований, до жовтня 1919 р. перебував у концтаборі Домб'є; заарештовано членів повітової УНРади, відомих громадсько-політичних діячів (загалом близько 100 осіб). «Всі заарештовання відбулися в доволі брутальний спосіб, — зауважував Теофіл Кормош, — але вершком брутальності було арештовання д-ра Загайкевича польським майором Мадчиньським, який хорого на еспанку (при 40 степенях горячки) і серед грубої лайки (наприклад, „ти ск… сину“) і прокльонів витягнув з ліжка і босого, лише в сорочці і колєсонах, велів гнати до віддаленої о 4 кільометри Журавиці». У місті розпочалися українські та єврейські погроми. Після відвідування табору Домб'є американськими, англійськими, швейцарськими місіями Червоного Хреста упродовж літа — осені 1919 р. на початку листопада 1919 р. В. Загайкевича звільнено з концтабору.
Звільнившись із ув'язнення, з 1919 р. (чи 1920) очолив редакцію «Українського голосу». Газета неприхильно поставилась до підписаної 2 грудня 1919 р. дипломатичною місією УНР у Варшаві на чолі з А. Лівицьким декларації щодо західних кордонів країни з польським урядом. Відновив діяльність філії «Просвіти» Перемищини. У Горожанському Комітеті із ним працювали І. Жовнір, Г. Вітошинський, Л. Цеглинський, математик Андрій Сабат.
Під час виборчої кампанії 1928 року до Польського Сейму і Сенату вибраний від УНДО по 48 виборчому окрузі (Перемишль, Добромиль, Сянок). У 1928—1935 — посол до польського сейму, в 1928—1930 — віце-маршал і голова Українського Сеймового Клубу. В 1930 повторно обраний послом на Сейм від того ж самого округу, в Сеймі ІІІ каденції заступник голови Українського Сеймового Клубу (1931—1935). У 1920—1930 роках виступав оборонцем у багатьох політичних процесах, які польський окупаційний режим влаштовував над учасниками українського національно-патріотичного руху.
Захищав під час Львівського процесу 1936 членів Організації Українських Націоналістів Осипа Мащака і Віру Свєнціцьку. У 1939—1944 роках, під час німецької окупації Польщі, працював членом Апеляційного суду у Кракові.
В часі перебування у Кракові професор В.Кубійович хотів звільнити доктора Володимира Горбового — голову Краківського допомогового комітету, і поставити натомість Загайкевича. Зиновій Книш в тому часі займався реорганізацією Організаційного бюро, погоджується з його кандидатурою та спільно узгоджують склад комітету. З 1 вересня 1940 року головує в Краківському Українському допомоговому комітеті; до складу ввійшли — організаційний референт та заступник голови інженер Юрій Дачишин, референти суспільної опіки — доктор Павло Лисяк і пані Тамара Панченко, фінансовий референт — магістр Володимир Ліськевич, культурно-освітній референт магістр Остап Улицький.

У післявоєнний час проживав у Німеччині (Міттенвальд, Баварія) в таборі біженців, де помер у 1949 році.

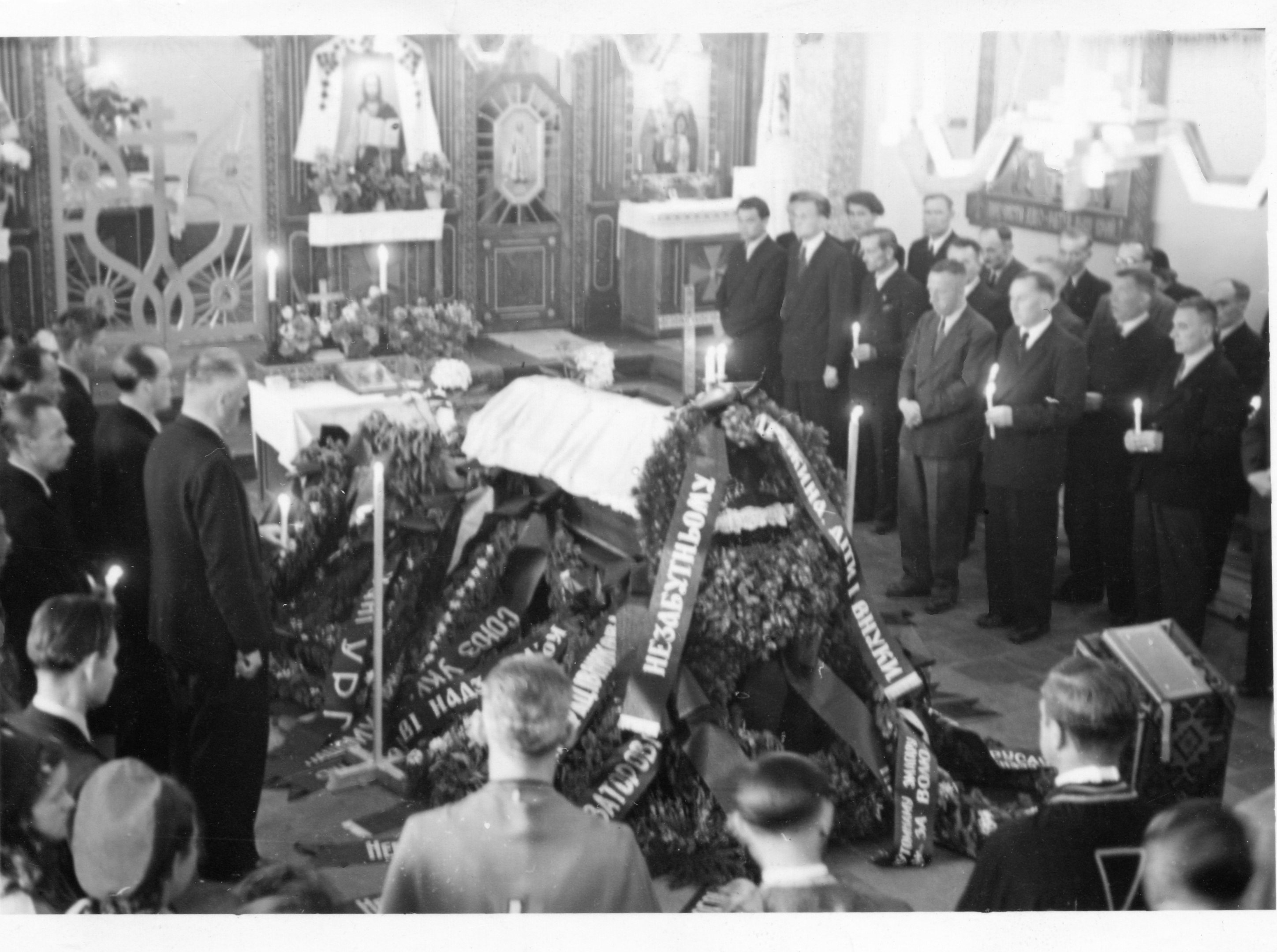
Похорон в церкві
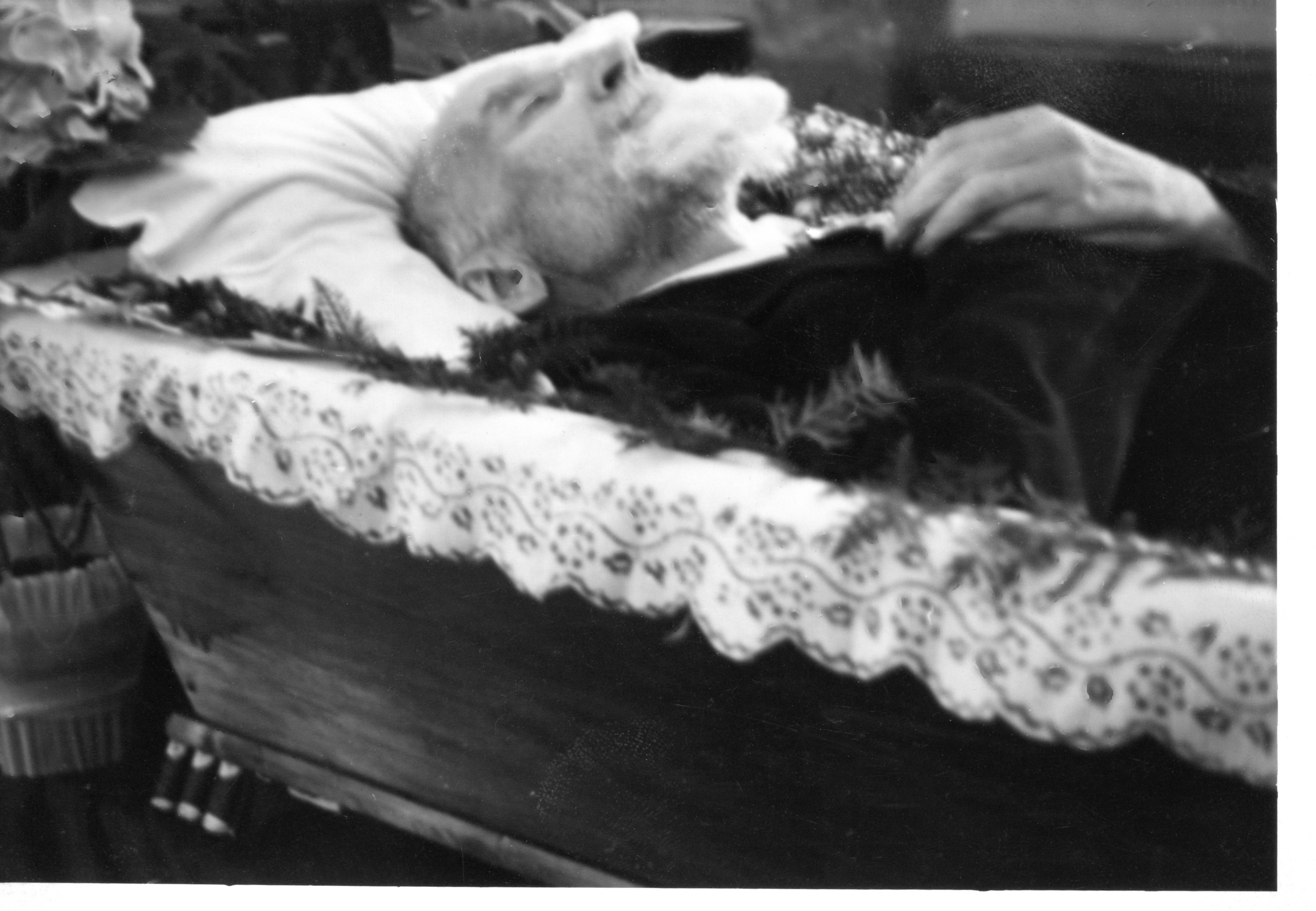
Тіло Володимира Загайкевича в трумні
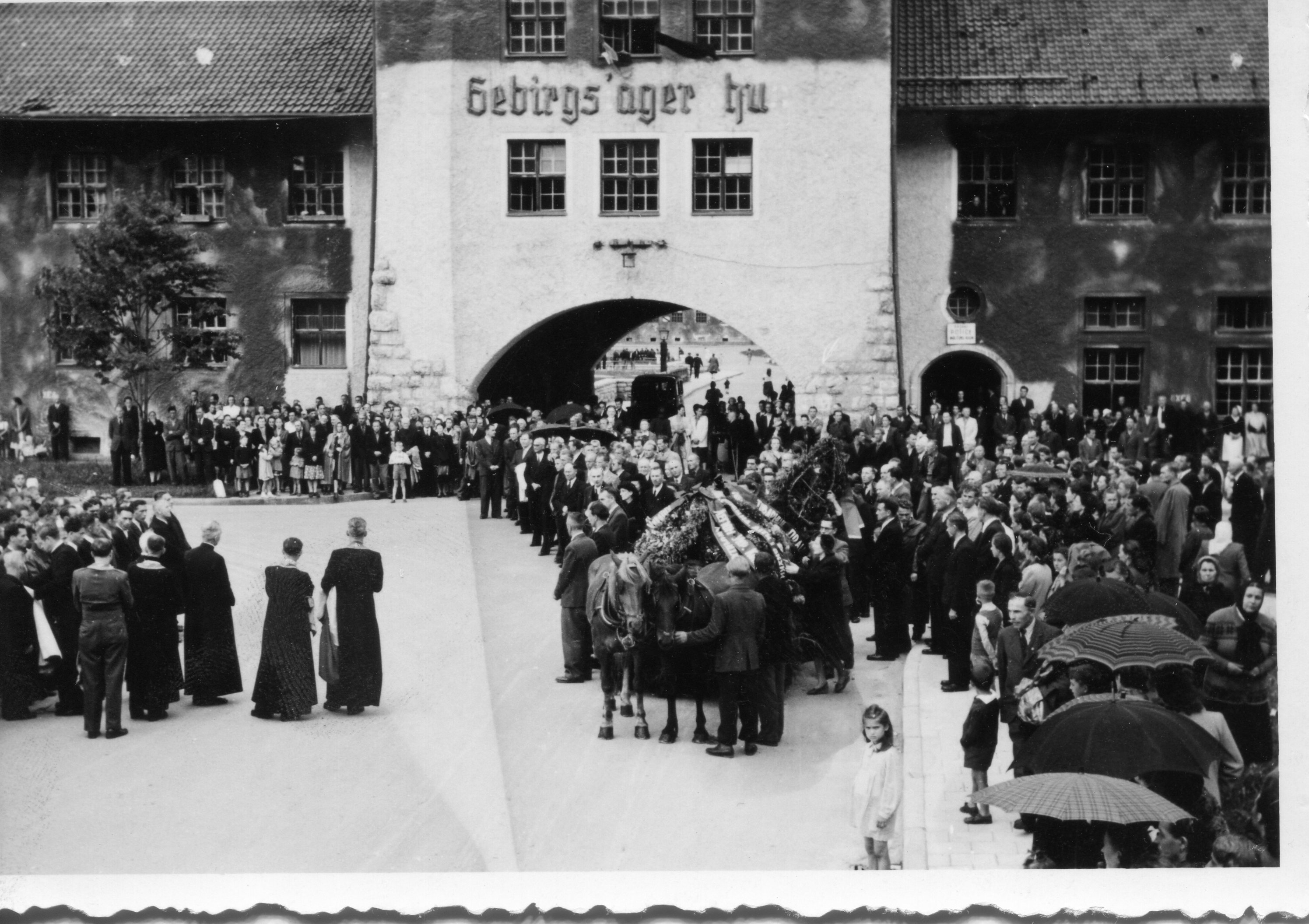
Маса народу на похороні
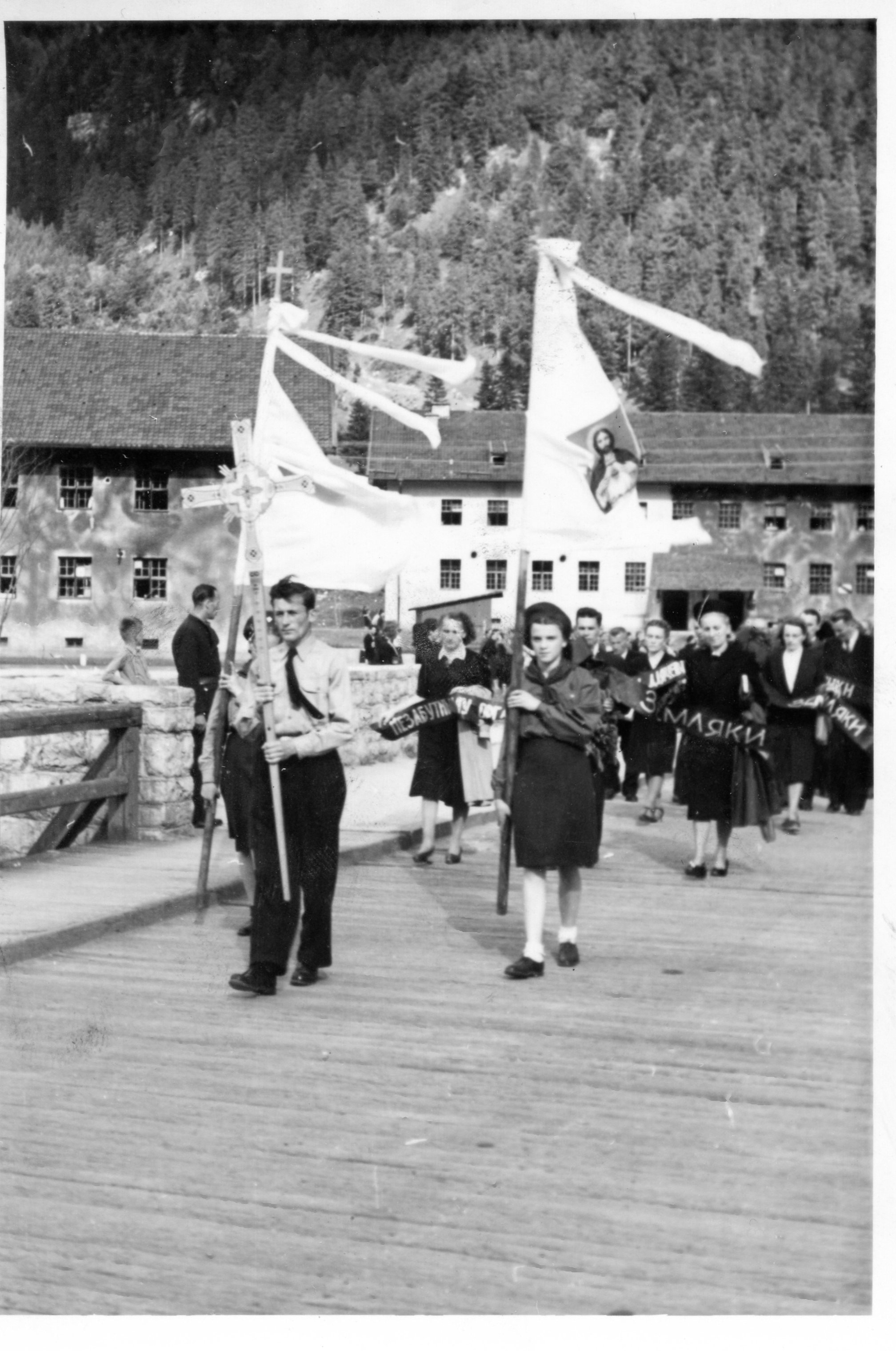
Прапори перед процесією похорону
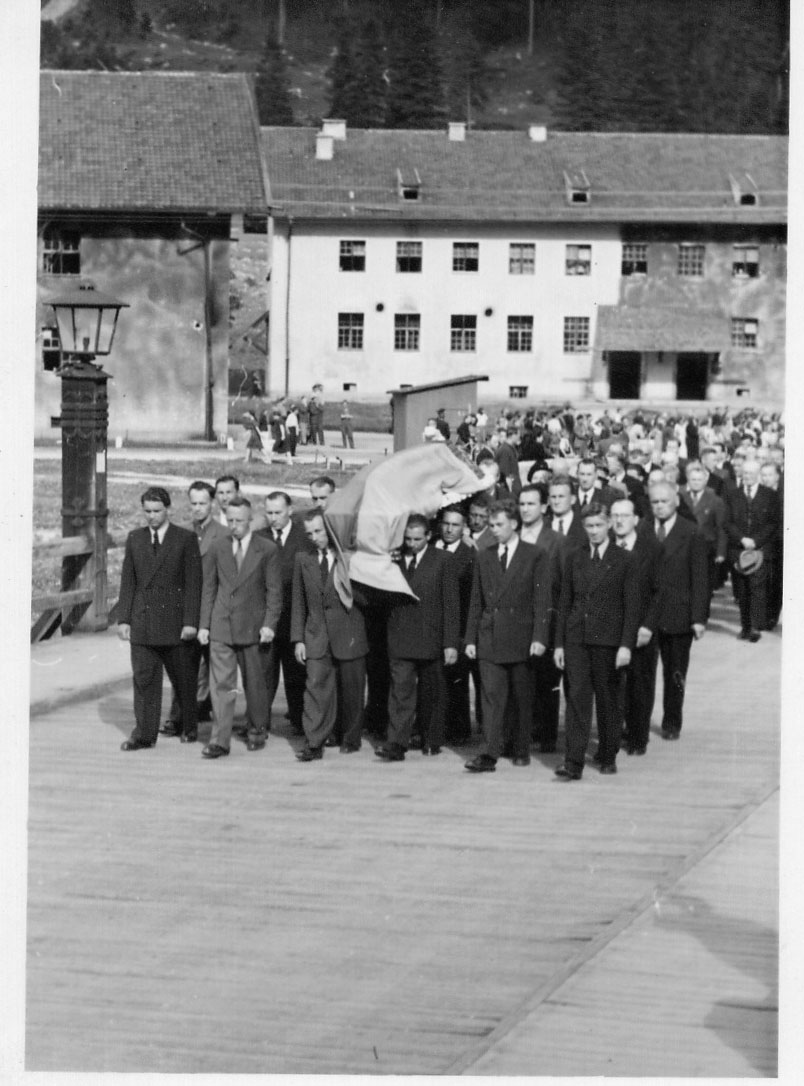
Несуть трумну
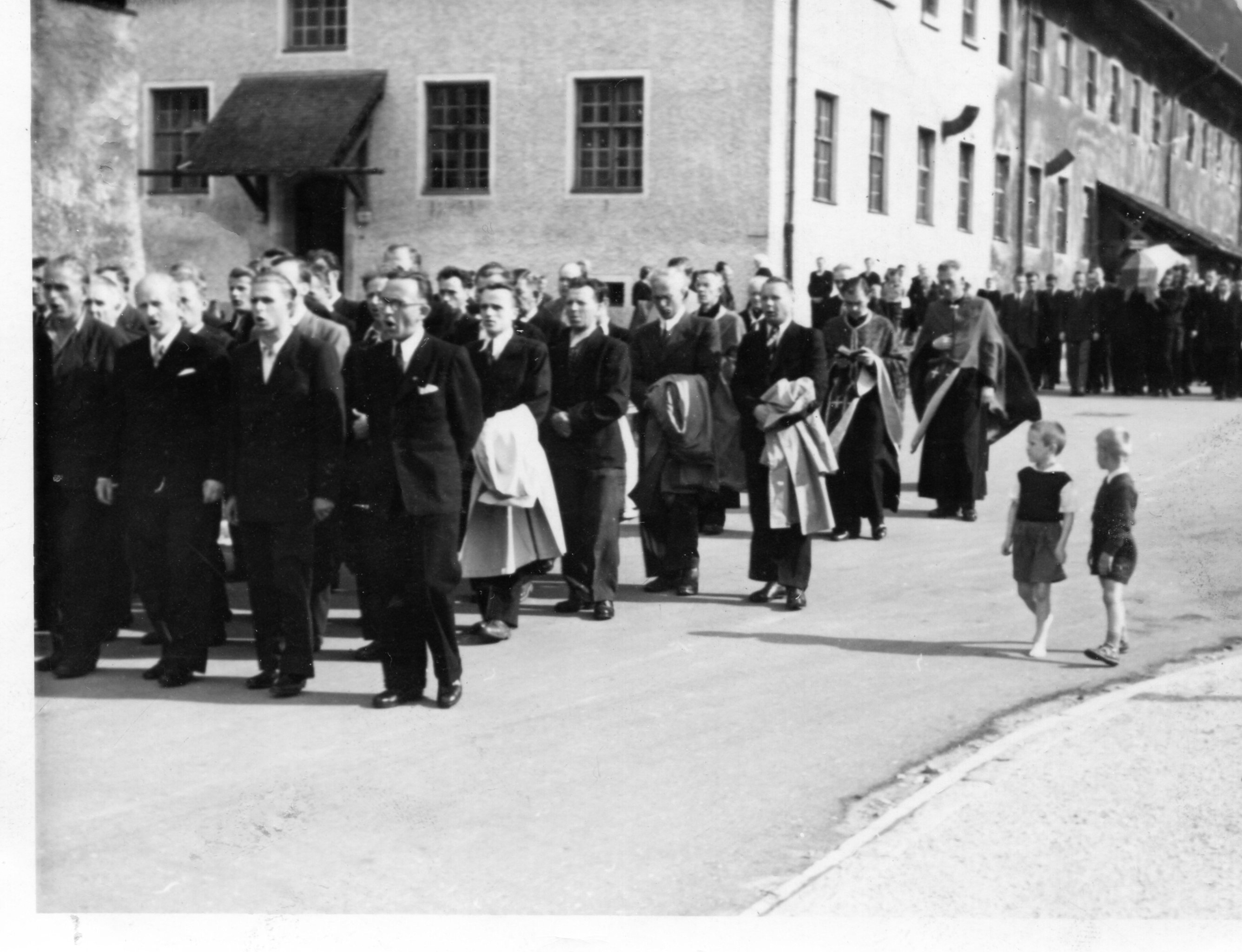
Маса народу іде за трумною
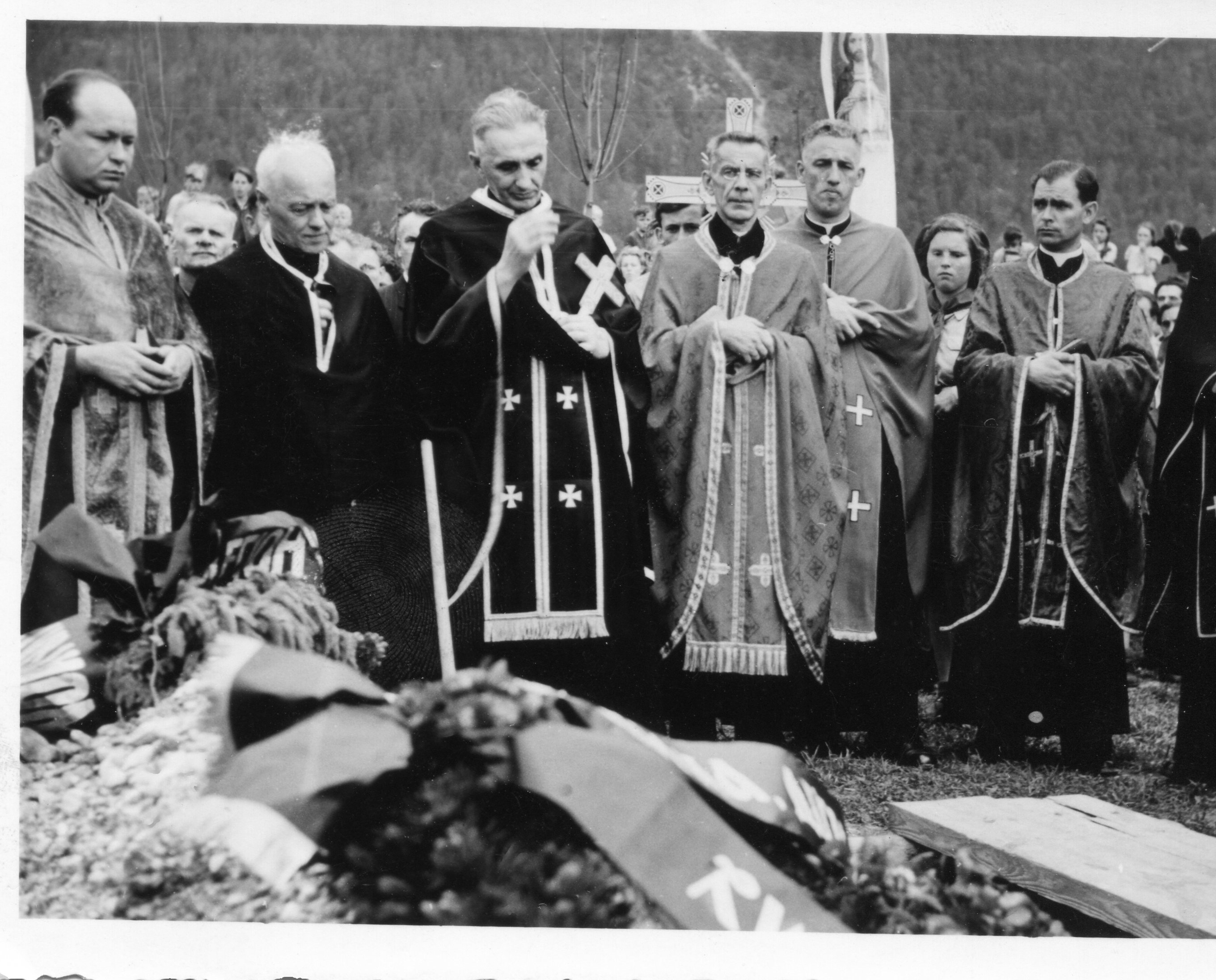
Молитва над гробом
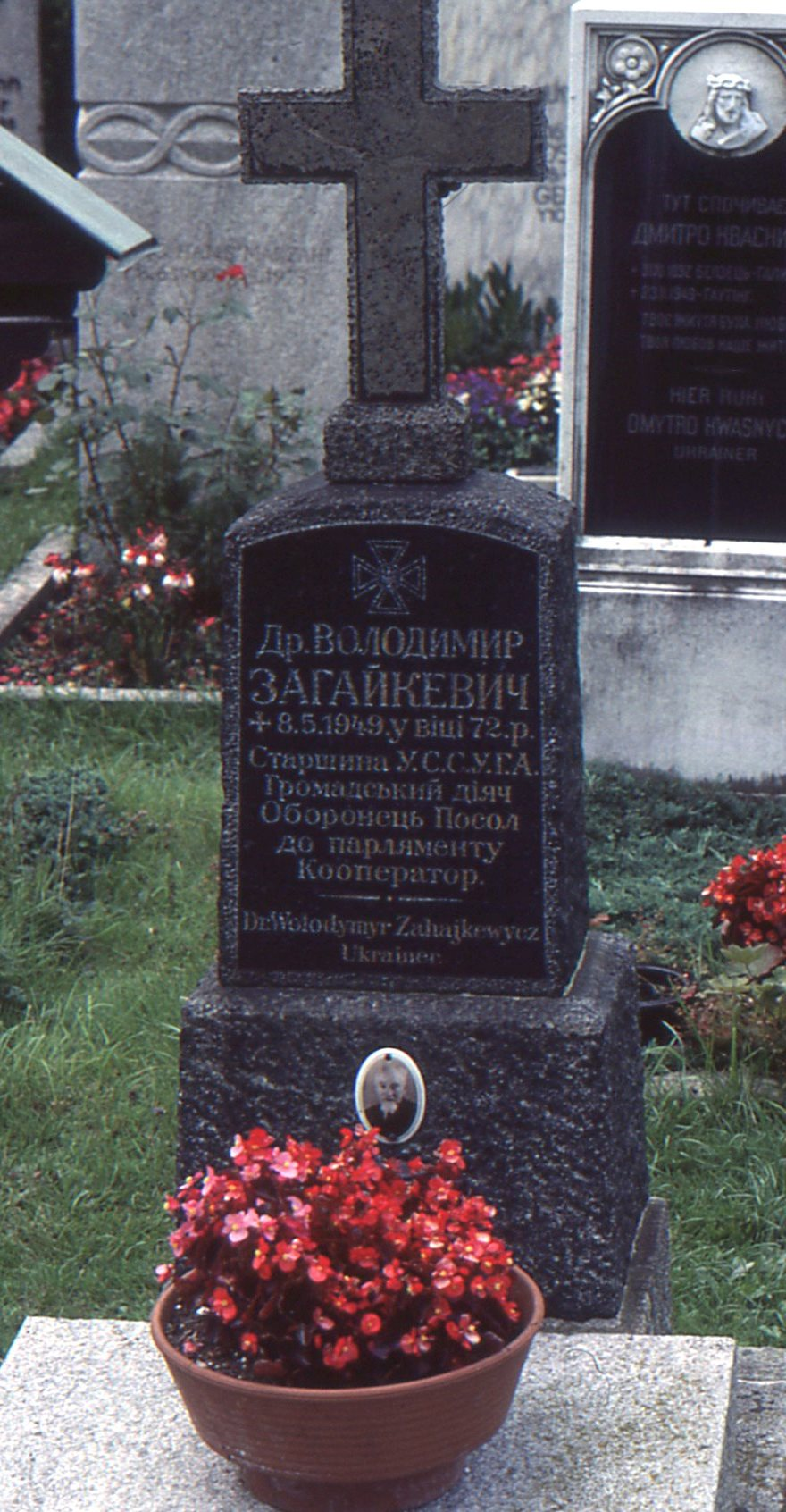
Гріб покійного в 1984 році, коли донька Дарія вперше відвідала. (Дарія виїхала в Канаду закім тато помер)

### Сім'я
Одружився з Єлисаветою Мікеською. Разом мали сина Романа, дочку Олю (котра померла в 10 років на скарлатину), і дочку Дарію.